# Verdüre
Verdüre (aus dem Französischen von vert: grün) ist die Bezeichnung für Wandteppiche des 15.–18. Jahrhunderts, deren Motive vor allem aus in grünen Farbtönen gehaltenen Pflanzen bestehen. Auch Darstellungen von Landschaften oder Tieren, insbesondere Vögeln waren in dieser Zeit sehr beliebt. Ein aus großen überlappenden Blättern bestehendes Motiv wird als Feuille de chou bezeichnet.